# Barranc de les Borrelles
El Barranc de les Borrelles és un barranc del terme de Castell de Mur (antic terme de Mur), al Pallars Jussà, en territori de Vilamolat de Mur.
Es forma a la Costa de Mur, al nord del Pla del Roure, baixa de dret cap al nord, passa entre la Vinya de Rius, a ponent, i el Tros de Riu, a llevant, i s'aboca en el barranc de Rius a l'Hort de Rius.